# Полозаозерье
Полозаозерье — село, административный центр Полозаозерского сельского поселения и Бердюжского района Тюменской области России.

## География
Полозаозерье расположено на берегах двух небольших озёр — Полое и Большое Красное. Расстояние до Тюмени — 290 км, Ишима — 97 км.

## История
История села начинается во времена Петра I.
В 1957 году появился большой колхоз «Путь к социализму», а позднее — «Путь к Коммунизму».
в 1978 году появилась двухэтажная Полозаозерская школа.

## Население
| 2010 |
| ---- |
| 485  |